# Международен фестивал Джаз форум Стара Загора
Международен джазов фестивал „Джаз форум Стара Загора“ стартира през 2012 г. Провежда се ежегодно в средата на месец юни в град Стара Загора. Фестивалната сцена е сред естествения декор на Античен форум „Августа Траяна“. Основен организатор е Община Стара Загора, артистичен директор Венцислав Благоев.
Джаз форум Стара Загора представя процесите в развитието на джаза в България, приемствеността и уникалността на жанра в съвременните български условия. Фестивалът демонстрира как родната музикална традиция обогатява световното джазово наследство.
Всяка година фестивалната програма се фокусира върху конкретен тематичен обхват: българското джазово вокално майсторство (2012) Архив на оригинала от 2014-03-16 в Wayback Machine., тромпетът като водещ джазов инструмент (2013) Архив на оригинала от 2014-03-16 в Wayback Machine.. През 2014 акцентът се поставя върху съвременните български джазови композитори Архив на оригинала от 2014-03-16 в Wayback Machine..
Сред международните звезди, взели участие в концертите, са: Йълдъз Ибрахимова (България/Турция), Алекс Сипягин (Русия/САЩ), Жерар Презенцер (Великобритания), Ерик Влуиманс (Холандия), Хуан Гарсия-Херерос (Колумбия), Мачей Фортуна трио (Полша), Бела Салоки (Унгария), както и българските им колеги Росен Захариев, Михаил Йосифов, Венцислав Благоев, Александър и Константин Владигерови, Стоян Янкулов, Петър Салчев, Марина Господинова, Милица Гладнишка, Биг бенд на БНР, Военен биг бенд – Стара Загора, и др.